# Gerard Abraham van Rijnberk

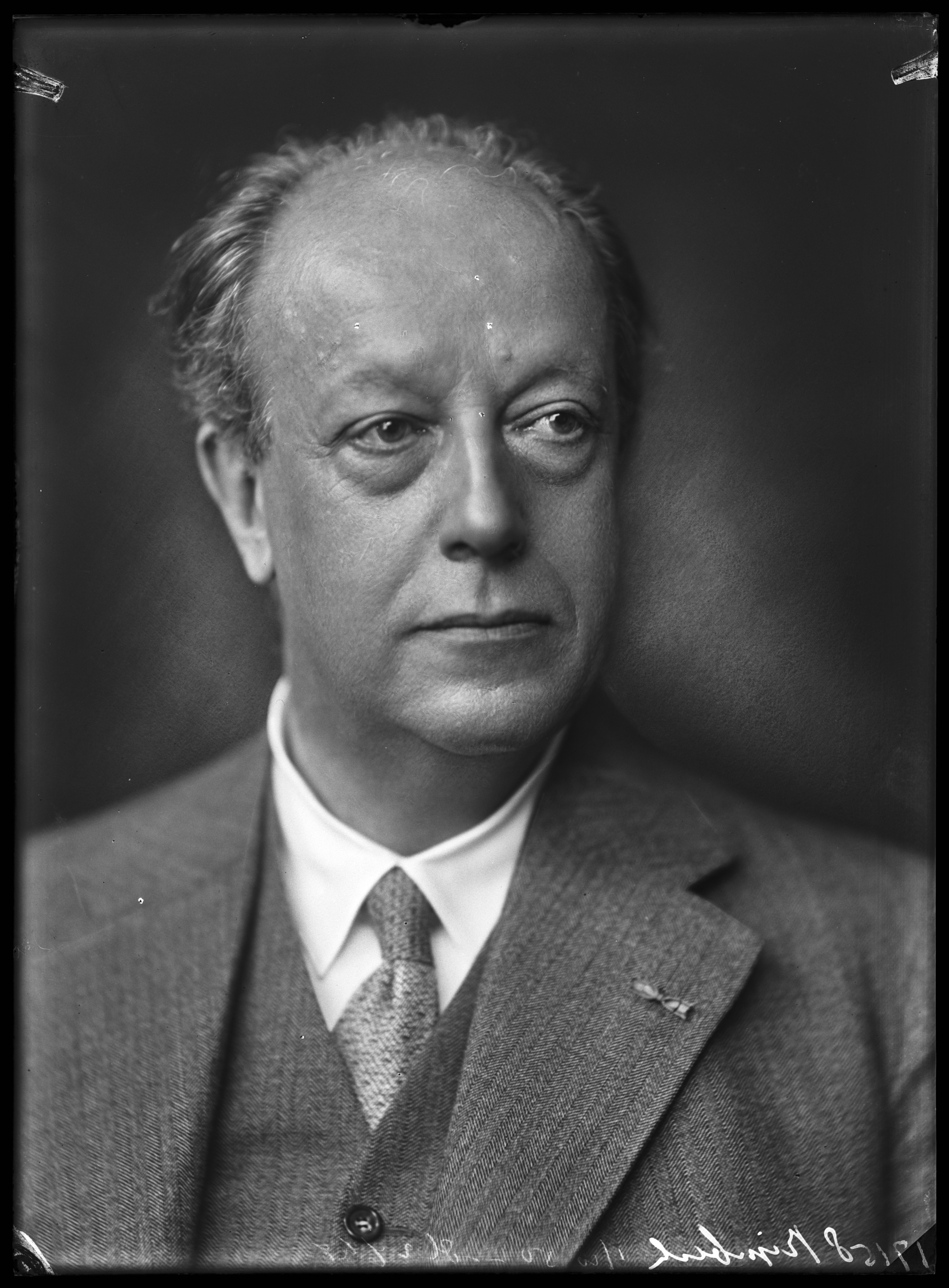
Van Rijnberk in 1934

Gérard Abraham van Rijnberk (* 15. August 1874 in Gouda; † 30. September 1953 in Blaricum) war ein Professor für Physiologie an der Universität Amsterdam.

## Leben
Er war der Sohn eines Augenarztes aus Amsterdam. Aufgrund seiner schlechten Gesundheit wurde er von seinen Eltern nach Italien geschickt, wo er das Gymnasium in San Remo besuchte. Ab 1894 bis 1900 studierte er Medizin in Rom. Am 4. November 1900 promovierte er und wurde Doktor der Medizin, praktizierte jedoch nicht als Arzt. 1909 bekam er einen Lehrstuhl für Physiologie an der Universität Amsterdam und wurde zeitgleich der Direktor des physiologischen Labors.
Er war langjähriger Chefredakteur der Nederlandsch Tijdschrift voor Geneeskunde, die sich während seiner Amtszeit zur Vereniging Nederlands(ch) Tijdschrift voor Geneeskunde erweiterte. Er genoss in der Heilkunde ein hohes Ansehen und publizierte eine vielfältige Artikel über das medizinische Curriculum in der ersten Hälfte des 20. Jahrhunderts. Er vertrat einen breit basierten akademischen Anspruch der Heilkunde, das den alten Idealen treu sein solle. Auf der anderen Seite befürwortete er moderne Lehrformen, in denen die Studierenden ihren Lernprozess eigenverantwortlich gestalten sollten.
Er war Mitbegründer der Zeitschrift Archives Néerlandaises de Physiologie et de Phonétique expérimentale, die zwischen 1918 und 1947 erschien. Im Jahr 1926 wurde er in die Deutsche Akademie der Naturforscher Leopoldina aufgenommen.